# Pholcus yugong
Espèce
Pholcus yugong est une espèce d'araignées aranéomorphes de la famille des Pholcidae.

## Distribution
Cette espèce est endémique du Henan en Chine,.

## Description
Le mâle holotype mesure 4,5 mm.

## Publication originale
- Zhang & Zhu, 2009 : A review of the genus Pholcus (Araneae: Pholcidae) from China. (Zootaxa, no 2037, p. 1-114.